# Telipogon maduroi
Telipogon maduroi är en orkidéart som beskrevs av Robert Louis Dressler. Telipogon maduroi ingår i släktet Telipogon och familjen orkidéer.
Artens utbredningsområde är Panamá. Inga underarter finns listade i Catalogue of Life.